# كركي مقلنس
كركي مقلنس (الاسم العلمي:Grus monacha) (بالإنجليزية: Hooded Crane)‏ هو نوع من الطيور يتبع جنس الكركي من الفصيلة الكركية.